# Tomáš Portyk
Tomáš Portyk, né le 6 avril 1996 à Jilemnice, est un coureur du combiné nordique tchèque.

## Biographie
Actif depuis 2011 dans des compétitions officielles de la FIS, il devient le premier champion olympique de la jeunesse en 2012. Il a démarré en Coupe du monde en 2013, avant de se faire remarquer à Lillehammer en décembre 2013 (Coupe du monde), où il est vainqueur  du concours de saut. Il a ensuite été sélectionné pour ses premiers Jeux olympiques en 2014.
Il obtient son premier top 10 dans la Coupe du monde en décembre 2015.
En 2016 à Rasnov, il remporte le titre de champion du monde junior en individuel.
En janvier 2017, il obtient son premier podium en Coupe du monde en terminant deuxième du sprint par équipes de Val di Fiemme avec Miroslav Dvořák. Avec ce même coéquipier, il remporte sa première victoire dans une compétition de l'élite au Grand Prix d'été 2017 sur le sprint par équipes à Oberwiesenthal.
Aux Jeux olympiques d'hiver de 2018, à Pyeongchang, il est 24e et 19e en individuel, ainsi que septième par équipes.
En fin d'année 2018, il commence la nouvelle saison par une quatrième place à Ruka, grâce à une belle performance en ski de fond aussi. Il devient le leader du combiné tchèque en absence de Miroslav Dvorak.
Au mois de décembre 2023, le Tchèque annonce sa retraite avec un effet immédiat.

## Palmarès

### Jeux olympiques d'hiver
| Épreuve / Édition | Épreuve / Édition | Sotchi 2014 | Pyeongchang 2018 | Pékin 2022 |
| Par équipes       | Par équipes       | 7e          | 7e               | 7e         |
| Gundersen         | PT                | 32e         | 24e              | 20e        |
| Gundersen         | GT                | 25e         | 19e              | 27e        |

Légende : PT = petit tremplin, GT = grand tremplin.

### Championnats du monde
| Épreuve / Édition             | Épreuve / Édition             | Val di Fiemme 2013 | Falun 2015 | Lahti 2017 | Seefeld 2019 | Oberstdorf 2021 |
| ----------------------------- | ----------------------------- | ------------------ | ---------- | ---------- | ------------ | --------------- |
| Gundersen                     | Petit tremplin                |                    | 33e        | 40e        | 28e          | 32e             |
| Gundersen                     | Grand tremplin                |                    | 30e        | 34e        | 33e          | 32e             |
| Par équipes en petit tremplin | Par équipes en petit tremplin | 10e                | 8e         | 11e        | 9e           | 8e              |
| Sprint par équipes            | Sprint par équipes            |                    | 8e         | 8e         | 10e          | -               |

### Coupe du monde
- Meilleur classement général : 26e en 2016.
- Meilleure performance individuelle : 4e.
- 1 podium par équipes.

Palmarès à l'issue de la saison 2020-2021.

#### Différents classements en Coupe du monde
| Année     | Classement général final |
| 2013-2014 | 40e                      |
| 2014-2015 | 33e                      |
| 2015-2016 | 26e                      |
| 2016-2017 | 37e                      |
| 2017-2018 | 27e                      |
| 2018-2019 | 36e                      |
| 2019-2020 | 27e                      |
| 2020-2021 | 35e                      |
| 2021-2022 | 31e                      |
| 2022-2023 | 55e                      |

### Championnats du monde junior
- Médaille d'or au Gundersen + 5 kilomètres en 2016 à Rasnov.

### Jeux olympiques de la Jeunesse
- Médaille d'or en individuel aux Jeux olympiques de la jeunesse d'hiver de 2012 à Innsbruck.

### Grand Prix
- 1 victoire en sprint par équipes.

### Coupe continentale
- 1 podium.